# جبال ألتاي
جبال آلتاي (Altay: Алтай туулар، الروسية: Алтай، Halh Mongolian: Алтайн нуруу، القازاقية: Altaı taýlary، الصينية: 阿尔泰山脉) هي سلسلة جبال في آسيا الوسطى، حيث تلتقي روسيا والصين ومنغوليا وكازاخستان معا، حيث منابع أنهار إيرتيش، وأوبي. جبال ألتاي معروفة بالموضع الأصلي للعرق التركي. تشكل سلسلة جبال التاي جنوب سيبريا أبرز سلسلة جبال في منطقة سيبريا الغربيّة البيوجغرافيّة حيث تنبع مجاري مياه أوب وإيرتش. ويضمّ الموقع ثلاث مساحات منفصلة هي زابوفدنيك التايسكي ومنطقة عازلة في محيط بحيرة تيليتسكوي وزابوفدنيك كوتنسكي ومنطقة عازلة حول جبل بيلوخا، ومنطقة أوكوك على هضبة أوكوك. ويمتد الموقع على مساحة 1.611.457 هكتار وتمثّل هذه المنطقة التتابع الأكثر اكتمالاً للمناطق النباتيّة العالية في سيبريا الوسطى: السهول الواسعة، السهول الواسعة مع الغابات، الغابات المختلطة، والنبات النامي في المناطق الجبليّة. كما يُشكّل الموقع موئل العديد من الأصناف الحيوانيّة المهددة مثل فهد الثلوج.

## جيولوجيا
خلال العصر الكربوني والبرمي، اصطدمت قارة سيبيريا بكازاخستانيا لتشكيل جبال ألتاي. تتكون أنواع الصخور في هذه الجبال عادة من الجرانيت والصخور المتحولة، وبعضها شديد القص بالقرب من مناطق الصدع.